# Kołczygłówki
Kołczygłówki (kaszub. Nowé Kôłczëgłowë, Kôłczëgłówczi, niem. Neu Kolziglow) – wieś w Polsce położona w województwie pomorskim, w powiecie bytowskim, w gminie Kołczygłowy.
W latach 1975–1998 miejscowość administracyjnie należała do województwa słupskiego.
Wieś stanowi sołectwo gminy Kołczygłowy.

## Zabytki
- neoklasycystyczny pałac w Kołczygłówkach z połowy XIX w., z opilastrowanym ryzalitem z rycerskim herbem, w narożu wieżyczka i weranda[7].